# Csíkszentmihály
Csíkszentmihály (románul Mihăileni) falu Romániában Hargita megyében.
A község Ajnád, Alszeg, Csigafalva és Tőkeszeg összeolvadásából keletkezett. Községközpont, Ajnád, Lóvész és Vacsárcsi tartozik hozzá.

## Fekvése
A falu Csíkszeredától 13 km-re északra a Rákos-patak völgyében fekszik.

## Nevének eredete
Nevét Mihály arkangyal tiszteletére szentelt középkori templomáról kapta.

## Története
1332-ben S. Michaele néven említik először. 1694-ben a tatár betöréskor sokat szenvedett, ekkor pusztult el a szomszédos Cibrefalva, amely ma már csak határrészként szerepel. 1910-ben 2453, 1992-ben 1604 magyar lakosa volt. A trianoni békeszerződésig Csík vármegye Szépvízi járásához tartozott.

## Látnivalók
- Római katolikus erődtemplomát 1448-ban építették a régi 1332-ben említett templom átalakításával. 1661-ben a törökök, 1694-ben a tatárok égették fel, 1819-ben átépítették és bővítették. 15. századi falfestményei vannak. Tornyát Sándor Mihály építtette a török rabságból való szabadulása emlékére. A főoltáron állott Szent Mihály faszobráról azt tartották, hogy egyidős volt a székelyek megtérésével.
- Határában 6 km-re keletre a Pogányhavas nyugati nyúlványán, melyet Vártetőnek neveznek, Balaskó várának romjai láthatók.
- Templomkertjében áll a madéfalvi veszedelem emlékére emelt első kereszt.
- A Biális-kúria a 19. század elején épült.
- A Lóvész közelében található Karakó-völgyhíd, Erdély legnagyobb völgyhídja, a Csíkszereda-Gyimesbükk vasútvonal legszebb építménye.

## Híres emberek
- Itt született Csíkszentmihályi Sándor László honvédszázados és Tamás András honvéd alezredes, az 1848–49-es forradalom és szabadságharc Kolozsvárott kivégzett vértanúi.
- Itt született 1968. február 27-én Sebestyén Péter erdélyi magyar római katolikus egyházi író és helytörténész.

## Testvértelepülések
- Enese, Magyarország
- Bős, Szlovákia
- Rákosszentmihály, Magyarország

## Képgaléria
- Képek Csíkszentmihályról a www.erdely-szep.hu honlapon